# Claddach Carinish Cottage
Das Claddach Carinish Cottage ist ein Cottage auf der schottischen Hebrideninsel North Uist. 1971 wurde das Gebäude in die schottischen Denkmallisten in der Kategorie C aufgenommen.

## Geschichte
Im 19. Jahrhundert wurde in der kleinen Streusiedlung Claddach Carinish, in der sich das Cottage befindet, der Kelpverarbeitung nachgegangen. Claddach Carinish Cottage wurde vermutlich im Laufe desselben Jahrhunderts errichtet. Auf der ersten Karte der Ordnance Survey aus dem Jahre 1878 ist es bereits verzeichnet. Spätestens seit den 1980er Jahren steht das Gebäude leer. 1996 erfolgte der Eintrag in das Register gefährdeter denkmalgeschützter Bauwerke in Schottland. 1998 war das Dach der Scheune bereits eingestürzt. Das Dach des Cottage wurde 2009 als eingebrochen und das Gebäude als einsturzgefährdet beschrieben. Im Rahmen eines Ortstermins 2015 wurde Claddach Carinish Cottage als Ruine mit gleichzeitig kritischer Gefährdung der Bausubstanz eingestuft.

## Beschreibung
Das Claddach Carinish Cottage steht isoliert am Südwestufer von North Uist am North Ford gegenüber der kleinen Insel Gairbh-eilean, über welche die Zufahrt zum North Ford Causeway erfolgt. Es handelt sich um ein Cottage im regionaltypischen Stil der Äußeren Hebriden. Die ostexponierte Hauptfassade des kleinen, eingeschossigen Gebäudes ist drei Achsen weit. Zwei Fenster umgeben die zentrale Eingangstür. Das Gebäude schloss einst mit einem strandhafer-gedeckten Walmdach, das mit einem Drahtnetz und beschwerenden Steinen fixiert war. Vor beiden Walmen erheben sich traufständige Kamine. Sein Mauerwerk besteht aus Feldstein.
An der Nordseite schließt sich die Scheune an. Ihr Mauerwerk entspricht dem des Cottage. Die Eingangstür ist in die Ostfassade eingelassen. In den 1970er Jahren war die Scheune mit einem Wellblechdach belegt.